# Referéndum sobre el Estatuto de Autonomía de Galicia
El referéndum de autonomía de Galicia de 1936 se celebró el 28 de junio, en el que votó el 74,56 % del censo electoral (1 343 135 electores inscritos). De los 1 000 963 votos emitidos, 993 351 fueron a favor (el 99,24 %), 6161 en contra y 1451 en blanco. Esta diferencia tan elevada de votos entre ambas opciones fue calificada de "santo pucherazo" por los propios partidarios del estatuto.
Con este referéndum quedaba aprobado el proyecto de Estatuto de Autonomía, que no lograría ser tramitado en su totalidad debido al estallido de la guerra civil española.

## Resultados
| Opción                             | Votos     | %      |
| ---------------------------------- | --------- | ------ |
| A favor                            | 993 351   | 99,24  |
| En contra                          | 6161      | 0,76   |
| Inválidos/Votos en blanco          | 1451      | 0,97   |
| Total                              | 1 000 963 | 100    |
| Votantes registrados/Participación | 1 343 135 | 74,56% |
| Fuente: Direct Democracy           |           |        |